# Kartoffelschnapspest
Mit Kartoffelschnapspest wurde in der zweiten Hälfte des 19. Jahrhunderts der gesundheitsschädigende Konsum von Kartoffelschnaps in der Schweiz und in Tirol bezeichnet. In Deutschland sprach man von der Branntweinpest.

## Geschichte
Mit der Bundesverfassung von 1874 wurde die Handels- und Gewerbefreiheit in der Schweiz eingeführt. Damit fiel jede behördliche Beschränkung der Ausschankstellen weg. Der minderwertige Kartoffelschnaps wurde in jener Zeit in den bäuerlichen Kleinbrennereien der Ackerbaukantone hergestellt. Er diente der armen Landbevölkerung und der Arbeiterklasse als Nahrungsersatz und Betäubungsmittel. Die Ohnmacht der Kantone im Kampf gegen die Kartoffelschnapspest wurde bald offensichtlich, so dass der Bund sich zum Eingreifen genötigt sah. Nach einem heftig geführten Abstimmungskampf nahmen Volk und Stände im Oktober 1885 den neuen Verfassungsartikel zur „Alkoholfrage“ an, die diesen Missbrauch verhindern sollte. In diesem Sinne wurde auch das Alkoholgesetz von 1887 ausgestaltet. Die erste Alkoholordnung betraf lediglich den Kartoffelbrand, nicht jedoch die Obst-, Wein- und Beerenbrennerei. Erst im Jahre 1930 wurde ein weiterer Artikel (32 bis) in die Bundesverfassung aufgenommen, der nun alle Spirituosen umfasste.